# Assemblée paroissiale

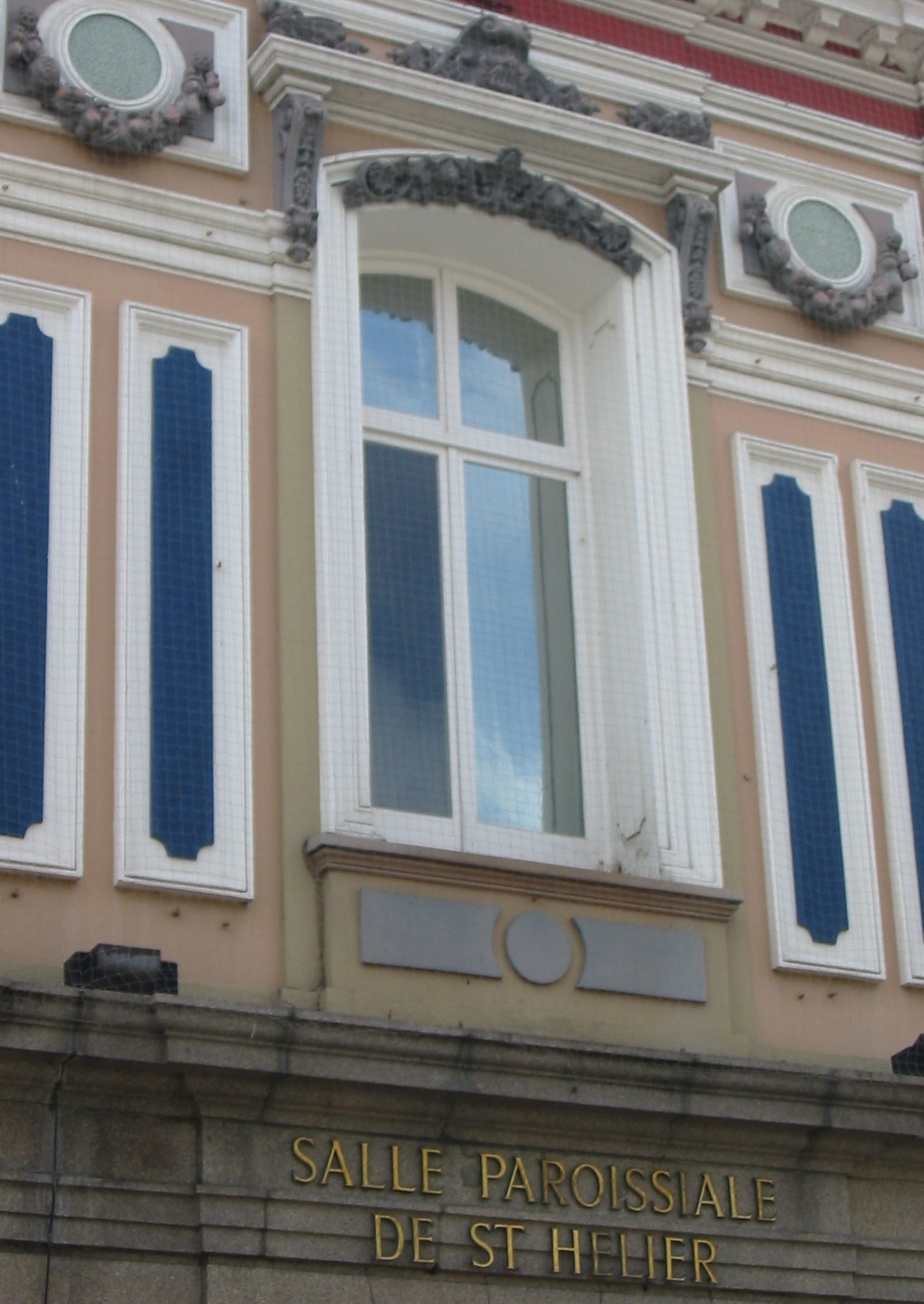
La salle paroissiale, siège de l'administration municipale de Saint-Hélier.

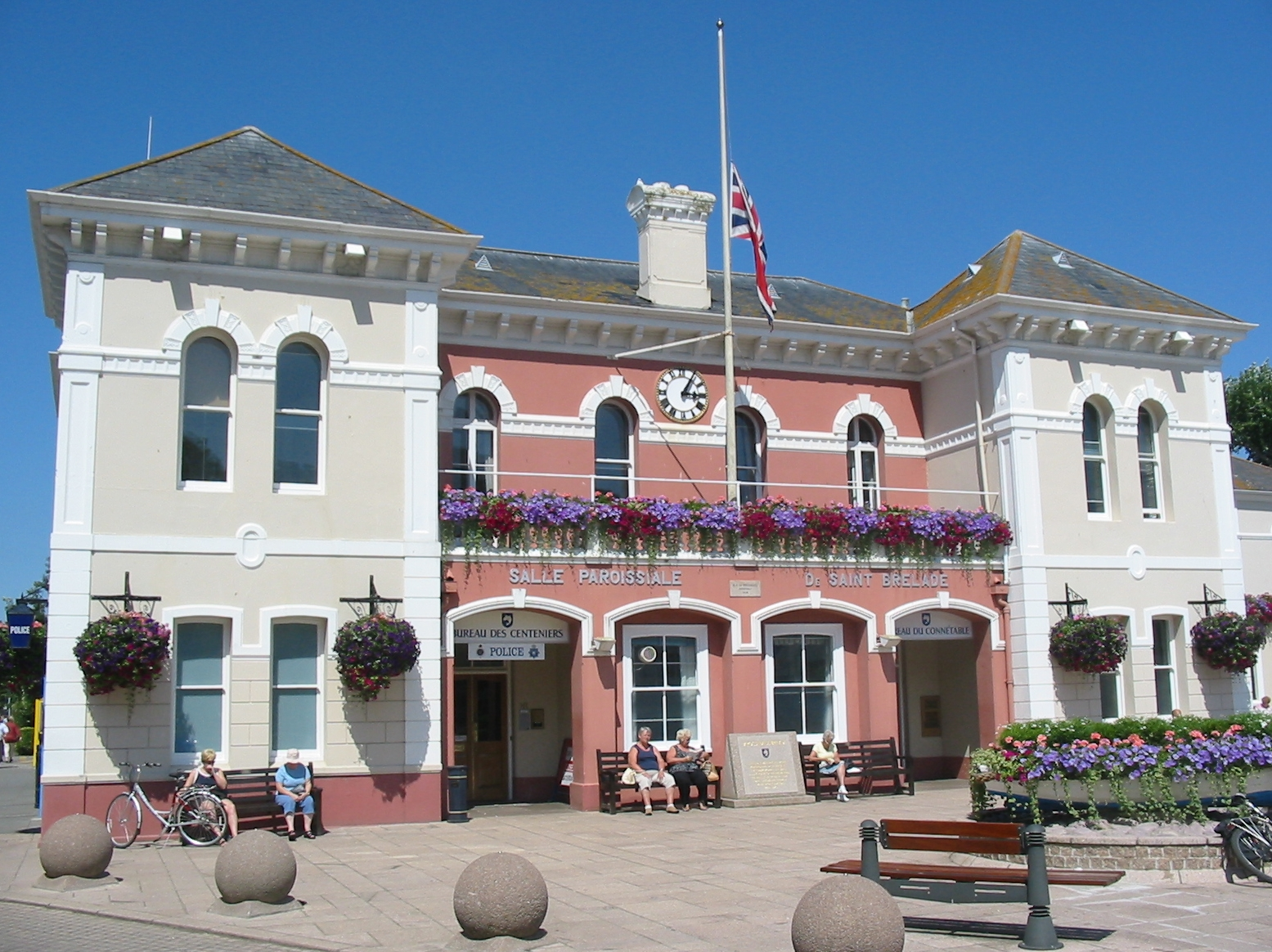
Salle paroissiale de Saint-Brelade à Jersey.

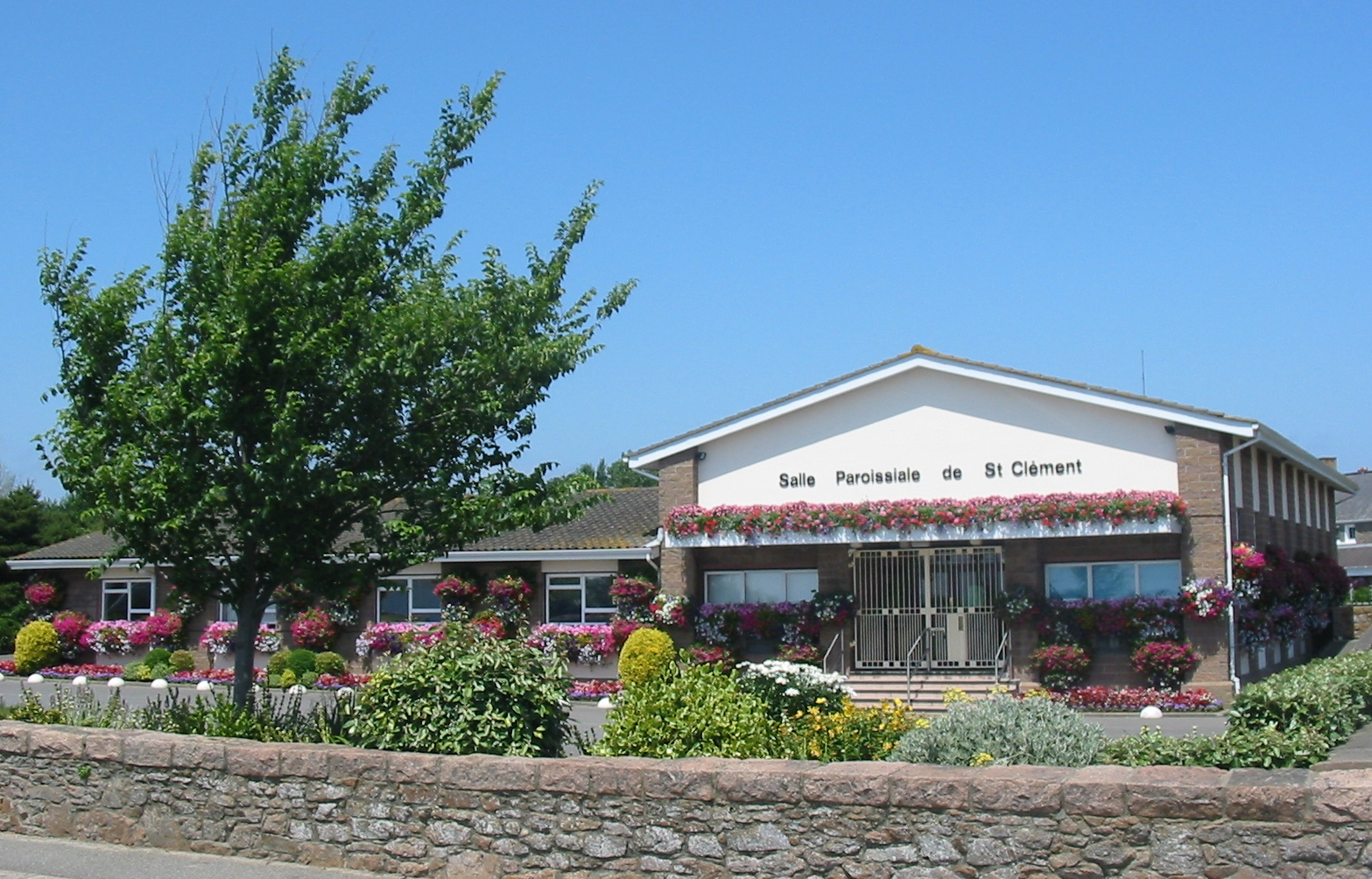
Salle paroissiale de Saint-Clément à Jersey.

L'assemblée paroissiale est l'organe décisionnel du pouvoir municipal local à Jersey. Cette assemblée est présidée par le connétable (qui exerce la fonction de maire ou bourgmestre de la paroisse) et comprend les contribuables (y compris les mandataires) et les électeurs de la paroisse. Les assemblées se réunissent, comme des conseils municipaux, dans les salles paroissiales de Jersey qui font office de mairie.

## Pouvoirs
Les assemblées paroissiales de Jersey ont pouvoir sur un certain nombre de prérogatives.
- fixation de la taxe domestique annuelle en fonction du budget proposé par le Connétable ;
- élection des membres de la municipalité, de ceux du comité des chemins, des inspecteurs des chemins, des Vingteniers, des centeniers, les agents de la police honorifique ;
- recommandation sur les permis de boisson alcoolisées sur le banc des licences;
- adoption des noms des routes;
- visite du branchage;
- autorisation pour le Procureur du Bien Public de conclure des contrats au nom de la paroisse;
- Autres questions à débattre après proposition par le Connétable, ou à la demande écrite d'un certain nombre de membres de l'Assemblée paroissiale.

## Organisation
Chaque assemblée paroissiale est dirigée par un connétable qui est élu pour trois ans par les paroissiens. Il est assisté dans sa mission par deux Procureurs du Bien Public.
Les paroisses sont divisées en vingtaines (en cueillettes pour la paroisse de Saint-Ouen. Chaque vingtaine est représentée par deux vingteniers à l'assemblée paroissiale. Sont également présents deux inspecteurs des chemins et  trois agents de la police honorifique.
Les décisions concernant le fonctionnement de l'Église paroissiale sont prises par l'assemblée ecclésiastique qui est composée des mêmes personnes que l'Assemblée paroissiale.

## Références

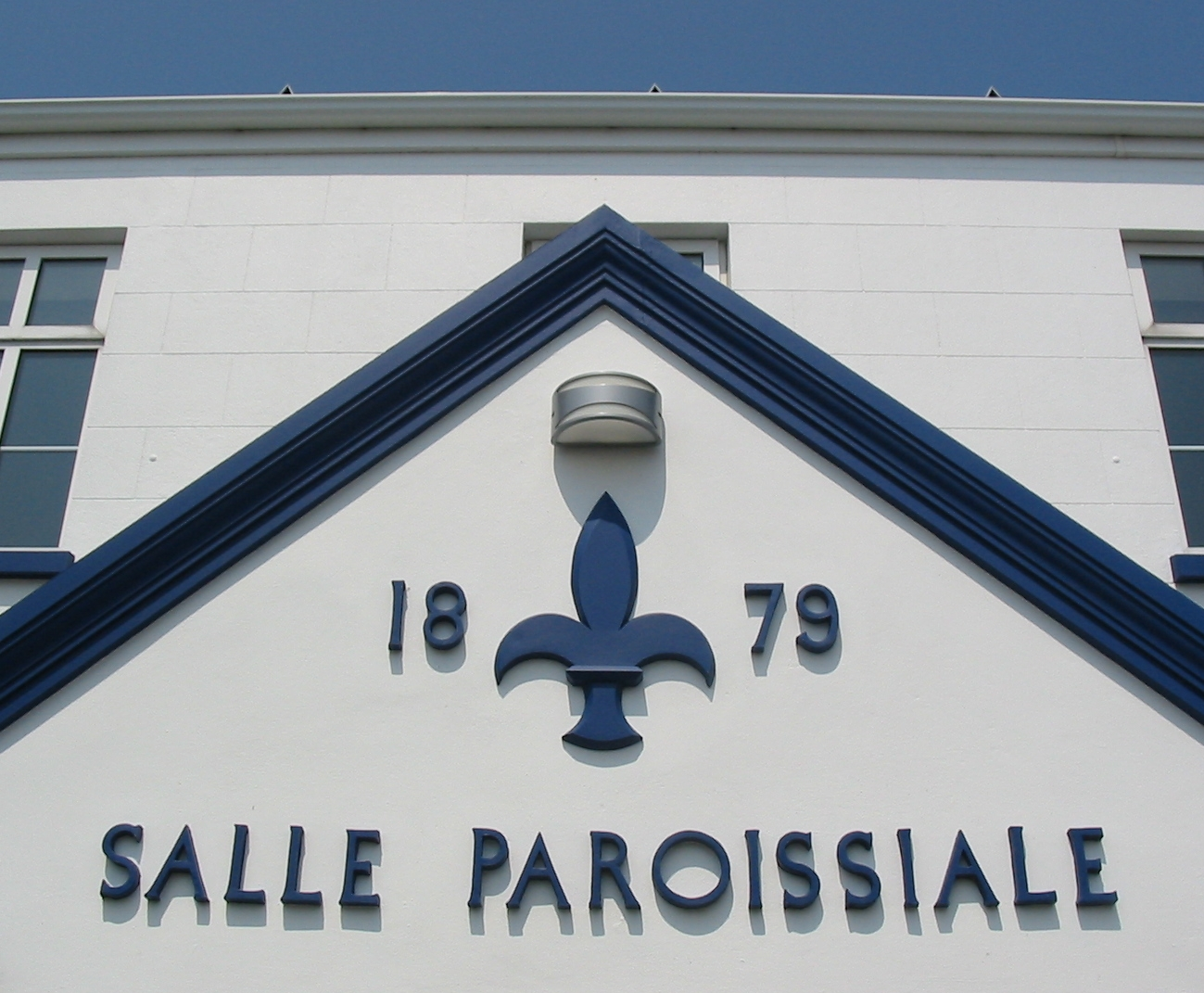
Salle paroissiale de Sainte-Marie à Jersey.